# Concerts (Henry Cow)
Concerts is het vierde album van de Britse progressieve rock-band Henry Cow.
Op het album staat een serie van liveopnames. De opnames zijn gemaakt in:
- De BBC Studios, in Londen op 5 augustus 1975 (CD1 nummer 1)
- Het New London Theatre, Londen op 21 mei 1975 (CD1 nummer2)
- Het Palamostre Auditorium, in Udine in Italië op 13 oktober 1975 (CD1 nummer 3 / CD2 nummer 5),
- Het Hovikodden Arts Centre, in Oslo, Noorwegen op 25 juli 1975 (CD2 nummer 1)
- De Vera Club, in Groningen op 26 september 1974 (CD1 nummers 4,5)
- De Manor studio’s, Londen op 4 november 1973 (CD2, nummers 2,3,4)

## Tracklist
Eerste CD
1. Beautiful As The Moon... (Fred Frith / Chris Cutler) - 22:46

/ Nirvana For Mice (Fred Frith)
/ Ottawa Song (Fred Frith / Chris Cutler)
/ Gloria Gloom (Robert Wyatt / B.MacCormick)
/ ...Terrible As An Army With Banners (Fred Frith / Chris Cutler)
1. Bad Alchemy (John Greaves / Peter Blegvad) - 8:16

/ Little Red Riding Hood Hits The Road (Robert Wyatt)
1. Ruins - 16:14 (Fred Frith)
2. Groningen - 8:49 (Tim Hodgkinson /Henry Cow]
3. Groningen Again - 7:12 (Henry Cow)

Tweede CD
1. Oslo - 25:59 (Henry Cow)
2. Off The Map - 8:30 (Tim Hodgkinson / Chris Cutler / Fred Frith)
3. Café Royal - 3:22 (Fred Frith)
4. Keeping Warm In Winter (Fred Frith/ John Greaves) - 9:06

/ Sweet Heart Of Mine (Henry Cow)
1. Udine - 9:29 (Henry Cow)

Op de CD-uitgave, zoals die hierboven weergegeven is, zijn de nummers 2/3/4 van de tweede CD toegevoegd aan de originele tracklist van de LP. Deze nummers komen van de 'Greasy Truckers' verzamel elpee, en zijn in november 1973 opgemomen.

## Bezetting
- Fred Frith: gitaar, viool, xylofoon, piano
- Tim Hodgkinson: orgel, piano, klarinet
- John Greaves: basgitaar, piano, zang
- Chris Cutler: drums, percussie
- Dagmar Krause: zang
- Lindsay Cooper: fagot, dwarsfluit
- Geoff Leigh: saxofoons, dwarsfluit, klarinet, blokfluit

en als gast-zanger:
- Robert Wyatt